# Heartland (geopolitica)

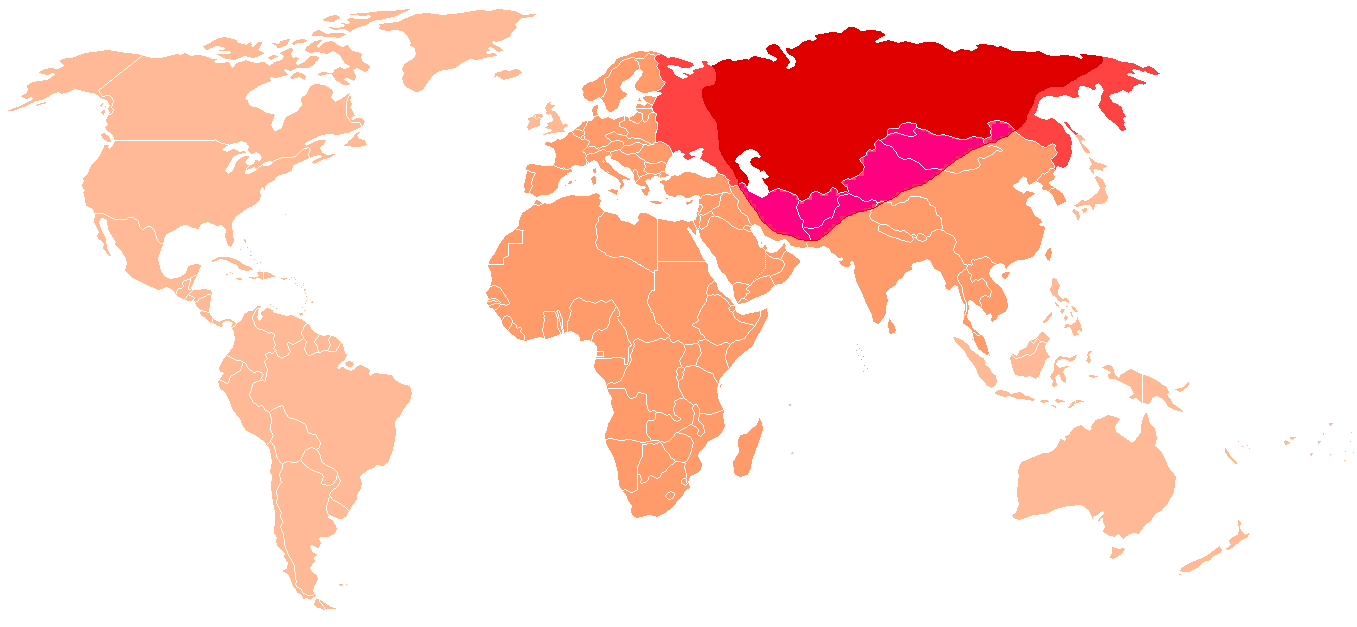
Localizzazione (in rosso) dell'Heartland.

Heartland o Heartlands (letteralmente "Terra-Cuore" o in alternativa "Terra Centrale") è un nome che venne dato alla zona centrale del continente Eurasia, corrispondente all'incirca alla Russia e alle province limitrofe, da Sir Halford Mackinder, il geografo inglese autore di Democratic Ideals and Reality, che la chiamò anche "area pivot" (cioè "area perno") in The Geographical Pivot of History; la teoria delle Heartlands venne sottoposta alla Royal Geographical Society nel 1904.

## Teorizzazione
La Heartland era descritta da Mackinder come il territorio delimitato ad ovest dal Volga, ad est dal Fiume Azzurro, a nord dall'Artico e a sud dalle cime più occidentali dell'Himalaya. All'epoca, tale zona era quasi interamente controllata dall'Impero russo.
Per Mackinder, che basava la sua teoria geopolitica sulla contrapposizione tra mare e terra, Heartland era il "cuore" pulsante di tutte le civiltà di terra, in quanto logisticamente inavvicinabile da qualunque talassocrazia.
Da qui la frase che riassume l'intera concezione geopolitica di Mackinder:
Isola mondo è l'espressione coniata da Mackinder per indicare l'Eurafrasia; spesso infatti si riferisce ad essa con l'espressione completa Isola mondo Lisbona-Vladivostok-Capo di Buona Speranza; essa costituiva, secondo la sua teoria, il settore centrale della superficie terracquea, e comprende più del 50% delle risorse mondiali. Un secondo settore ai margini del primo era individuato nelle Isole Britanniche e nell'arcipelago del Giappone, includendo il settore orientale dell'Oceano Atlantico e quello settentrionale del Pacifico. Un terzo settore, il più marginale, era invece dato dalle Americhe e dall'Australia, comprese le acque che circondano questi territori.
Un punto a favore della teoria è dato dall'esito dell'invasione napoleonica della Russia, nonché della grande crescita dell'Impero Zarista come potenza mondiale dopo la metà del XIX secolo. Tuttavia, la coalizione delle potenze coloniali europee nel contenimento dell'espansione russa in Asia (il cosiddetto Grande Gioco), nonché l'arretratezza economica e sociale dell'Impero Russo, avevano impedito un efficiente dominio dell'Heartland. Sempre secondo Mackinder, un inconveniente nella conquista di tali territori e al contempo un grande vantaggio nella loro difesa era stato l'assenza di infrastrutture; pertanto, egli credeva che con l'introduzione delle ferrovie sarebbe stato possibile per una potenza dell'Europa Centrale (probabilmente l'Impero Tedesco) invadere e conquistare le pianure dell'Europa Orientale fino agli Urali. In alternativa, un'alleanza tra i due imperi, russo e tedesco, avrebbe permesso di creare una coalizione di notevole potenza, grazie alle vaste risorse della Russia e all'industrializzazione e alla potenza navale della Germania. Proprio agli inizi del Novecento, tuttavia, Germania e Russia erano in rapporti meno che buoni a causa dell'alleanza tra quest'ultima e la Francia, stipulata nel 1894, mentre l'Impero Tedesco era sempre più legato all'Austria-Ungheria, grande rivale di Mosca nei Balcani. Lo scoppio della prima guerra mondiale e la Rivoluzione d'ottobre determinarono la fine di ogni possibile accordo tra lo Zar e il Kaiser, tutt'altro che improbabile fino agli anni '90 del XIX secolo. 
Scopo della teoria dell'Heartland, a detta di Mackinder, era di avvisare l'Alto Comando Britannico di abbandonare il cosiddetto "splendido isolamento" e di acquisire maggiore potenza militare sulla terraferma prima che si palesasse una seria minaccia dall'Europa continentale.